# Простосердов, Николай Николаевич
Николай Николаевич Простосердов (10 августа 1873, Пермь — 1 мая 1961, Москва) — русский и советский учёный-винодел, доктор биологических наук с 1940 года, профессор с 1944 года.

## Биография
Родился 10 августа 1873 года в Перми. В 1897 году окончил естественное отделение физико-математического факультета Санкт-Петербургского университета, но диплом получил только в 1908 году, поскольку накануне последнего экзамена был арестован в деле «Союза борьбы за освобождение рабочего класса» и помещен в тюрьму; затем сослан в Закавказье, где за революционную деятельность ему дважды был продлен срок.
Работал химиком-виноделом, старшим специалистом по виноделию в разных виноградо-винодельческих учреждениях Российской империи, в том числе в Сакарском питомнике, с 1913 года в энохимической лаборатории в Новочеркасске (преобразована в Всероссийский научно-исследовательский институт виноградарства и виноделия имени Я. И. Потапенко), при департаменте земледелия в Москве. После Октябрьской революции — на научной, педагогической и руководящей работе. В 1924 году был арестован, решением «тройки» осужден как враг народа и сослан на Соловки. Здесь ученый в химической лаборатории изучал лекарственные и технические растения Соловецкого острова, написал ряд статей, которые в 1925—1927 годах были опубликованы. В 1927 году, по ходатайству А.И. Микояна, был освобожден и направлен в Армянскую ССР заместителем директора созданной опытной станции.
С 1943 года — научный руководитель Центральной научно-исследовательской лаборатории винодельческой промышленности, и одновременно (до 1958 года) — профессор Московской сельскохозяйственной академии имени К.А. Тимирязева. Работал также в Грузии, в Армении, в Крыму.
Умер в Москве 1 мая 1961 года. Похоронен на Новодевичьем кладбище (8 уч. 11 ряд).

## Научная деятельность
Научные исследования в области микробиологии, химии брожения, дегустации; создатель увологии, способа диффузионного спиртования вин. Член редколлегии и один из составителей труда «Ампелография СССР» (1946). Автор более 180 научных работ. Среди них:
- Основы дегустации вина.- Москва, 1952;
- Основы виноделия.- М., 1955;
- Изучение винограда для определения его использования (увология).- Москва, 1963.

## Награды
- Заслуженный деятель науки и техники РСФСР (1945);
- Награжден орденами Трудового Красного Знамени и «Знак Почета».